# Lapo da Castiglionchio il Giovane
Lapo da Castiglionchio  il Giovane (Firenze, 1406 – Venezia, ottobre 1438) è stato un umanista e traduttore italiano.

## Biografia
Era figlio di Averardo de' Zanchini Castellonchio - ultimogenito del letterato Lapo il Vecchio - e di Maria Ardinghi. In latino è noto come Lapus de Castellione Iunior. Originari di Val di Sieve, i Castiglionchio erano di parte guelfa. Al tempo del tumulto dei Ciompi il loro palazzo fu dato alle fiamme e tutta la famiglia bandita da Firenze.
Fin da giovane, Lapo da Castiglionchio si dedicò agli studi umanistici. Ebbe contatti con Leon Battista Alberti, cui dedicò versioni in latino dei libri di Luciano, De sacrificiis e De tyranno.
Trascorse un periodo a Bologna, forse per un impiego presso una banca, o presso parenti, o presso lo stesso Alberti. Qui approfondì gli studi e nel 1428 incontrò Francesco Filelfo, che nel 1429 gli restituì la visita, a Firenze. Divenne amico, verso il 1434, di Lorenzo Valla. La fortuna della famiglia mutò - quando salì al potere il banchiere Cosimo de' Medici, ad ottobre 1434 - a causa  dell'antica amicizia dei Castiglionchio con gli Albizzi, avversari dei Medici. A Firenze l'esistenza di Lapo era non priva di rischio. Non lo aiutava il carattere melanconico e si rifugiò negli "studia humanitatis" - come scelta e vocazione di vita -  ut mihi omnis nostra salus, omnis libertas, omnis quies animi [...] in illis contineri videatur.
La decadenza economica della famiglia de' Zanchini Castellonchio è ben rappresentata da una epistola di Lapo a Simone di Boccaccino Lamberti, (1434 circa).
Nel 1435 si trasferì con Filelfo a Siena, dove si legò d'amicizia con il vescovo e umanista  Francesco Patrizi, con cui scambiò manoscritti greci. Conobbe poi Gaspare da Recanati, che era nipote di Giovanni Morroni da Rieti, chierico della Camera apostolica. Lapo da Castellonchio fu quindi accolto nella Curia papale - che si trovava allora in esilio a Firenze - e divenne segretario del cardinale spagnolo Juan Casanova.
Trovò il modo di donare al papa Eugenio IV le sue versioni De fletu e De somnio di Luciano (1435) e della Solonis vita di Plutarco: sperava in tal modo di ottenere un impiego. Entrò nelle grazie del cardinale Prospero Colonna, cui dedicò la versione  delle Vite plutarchiane di Teseo e Romolo.

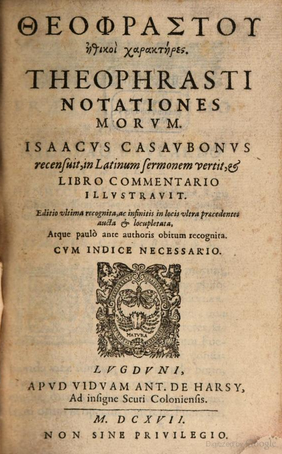
Teofrasto, I Caratteri

Come altri umanisti, tentava di fare una carriera nella Curia, a riconoscimento del suo impegno letterario:  mihi ultro honores et praemia delatum iri. Si sentiva sempre deluso, per la poca considerazione nei confronti della cultura, che caratterizzava principi e cardinali.
Dedicò  al cardinale Giovanni Maria Vitelleschi la Periclis vita di Plutarco, in occasione della sua nomina ad arcivescovo di Firenze (ottobre 1435). Tradusse da Flavio Giuseppe De mortibus Macabeorum (Bellum iudaicum). Sperava di succedere al Filelfo nel posto allo Studio di Siena e intanto offriva, come omaggio, ad Alfonso d'Aragona, la traduzione della Fabii Maximi vita. Presso il cardinale Alessandro Cesarini ottenne un impiego a Basilea.
Il vescovo di Traù (Dalmazia) L. Trevisan, gli fece ottenere la condotta per Letture di retorica e di filosofia morale allo Studio di Bologna. Nella prima prolusione, svolse i temi De studiorum commodis et utilitatibus e in una seconda prolusione parlò De laudibus philosophiae. Per malattia dovette tuttavia rinunciare all'insegnamento.

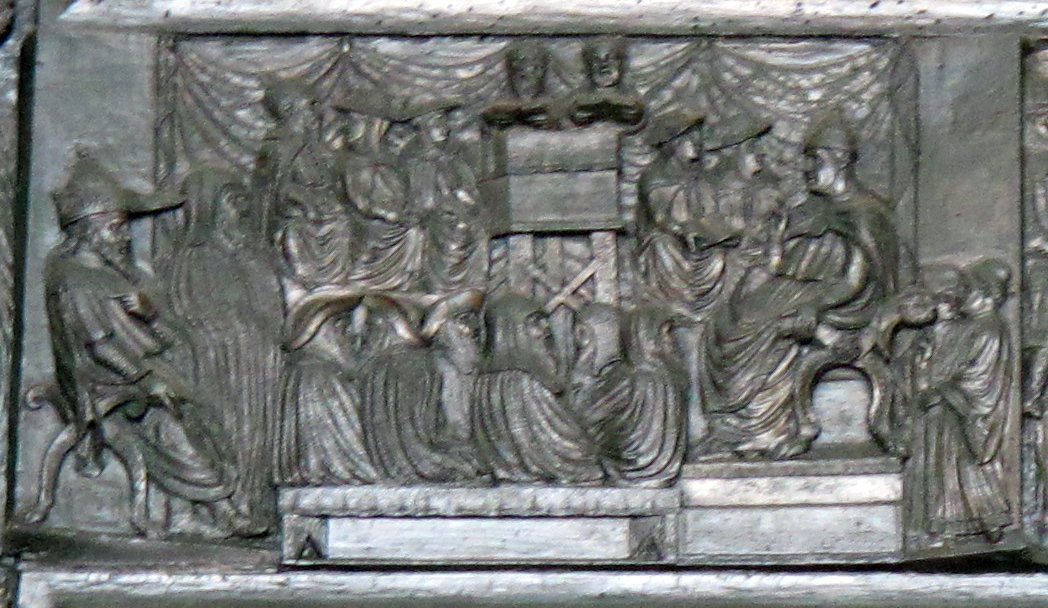
Porta del Filarete, 1433-1445, Concilio di Ferrara-Firenze

Iacopo Venier, chierico di camera, lo volle come precettore dei nipoti e, data la sua partenza per Avignone, lo tenne come amministratore della casa. Attraverso Giovanni Bacci d'Arezzo, chierico di Camera, Lapo da Castiglionchio conobbe Flavio Biondo che lo mise in contatto col cardinale camerlengo Francesco Condulmer, nipote del papa, che sulla fine del 1437 lo assunse. A Ferrara, per il Concilio, fu impiegato nella traduzione di testi conciliari, da cui, a suo dire, ricavò merces nulla (nessuna ricompensa). Al cardinale Giordano Orsini, dedicò Publicolae vita di Plutarco.

### All'aurora dell'Umanesimo
La sua fama è legata alle traduzioni: da Plutarco, tradusse le Vite di Solone, di Temistocle, di Pericle, di Fabio Massimo, di Publicola, di Teseo e Romolo, di Arato, di Artaserse; da Luciano, De fletu, De somnio, De sacrificiis, De tyranno, Calumnia, De longaevis, Patriae laudatio; da Isocrate, tradusse Nicocles, Ad Nicodem, Oratio ad Daemonicum; da Flavio Giuseppe, Bellum Iudaicum; da Teofrasto, Liber de impressionibus (cioè i Caratteri); da Demostene, Oratio funebris; da Senofonte, Praefectus equitum.

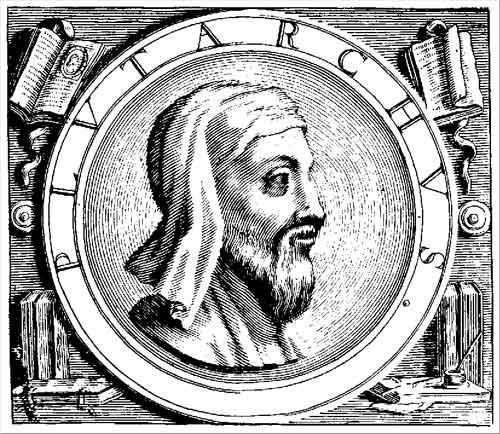
Plutarco

Era quindi convinto della superiorità della cultura e della letteratura greca, rispetto alla latina. Traduceva in latino, mantenendo una relativa fedeltà all'originale greco. Il nucleo più organico delle sue traduzioni è quello delle Vitae di Plutarco, per cui si ricollegò a precedenti versioni.
La maggior parte delle sue lettere si trovano raccolte nel codice miscellaneo 4.4.6 della Biblioteca comunale di Como: su un totale di sessantacinque lettere a noi pervenute, ne contiene trentaquattro.
Lapo da Castiglionchio il Giovane passò alla storia con un profilo biografico incerto, corretto solo da moderni studi che hanno restituito la validità della sua figura, alla nascita e all'affermazione dell'Umanesimo.

### Lettere
- Francesco Paolo Luiso, Studi su l'epistolario e le traduzioni di Lapo da Castiglionchio iuniore, in Studi italiani di filologia classica, VIII, Firenze, Bernardo Seeber, 1899,  pp. 205-299, SBN CUB0383650. Le lettere e le dedicatorie, riordinate e presentate. I testi sono tratti dal codice 4.4.6. della Biblioteca comunale di Como.
- Massimo Miglio, Una lettera di Lapo da Castiglionchio il Giovane a Flavio Biondo: storia e storiografia nel Quattrocento, in Humanistica Lovanensia, XXIII, Leuven, University Press, 1975,  pp. 31-59, SBN RLZ0276720.